# Arthrodia
Arthrodia — рід грибів. Назва вперше опублікована 1813 року.

## Класифікація
До роду Arthrodia відносять 1 вид:
- Arthrodia linearis